# Baai van Aboukir
De Baai van Aboukir (Arabisch: خليج أبو قير (Khalīj Abū Qīr)) is een uitgestrekte baai in de Middellandse Zee, nabij de Egyptische havenstad Alexandrië en de Nijldelta. De baai ligt tussen Rosetta en Aboukir. De antieke steden Canopus, Heracleion en Menouthis liggen verzonken in de baai. In 1798 vond hier de Slag bij de Nijl plaats, een zeeslag tussen de Britse Royal Navy en de Franse marine, ten tijde van de Eerste Franse Republiek. De zeeslag paste binnen het kader van de expeditie van Napoleon naar Egypte. De aanvoerder van de Fransen in de slag, vice-admiraal François Paul de Brueys d'Aigalliers, overleed tijdens de gevechten. De Britten zouden uiteindelijk de zeeslag winnen en een klein eiland in de baai vernoemen als Nelsoneiland, naar hun bevelhebber Horatio Nelson.
In de jaren zeventig werden in de regio gasvelden ontdekt.